# Retort
En retort er et primitivt destillationsapparat. Det består af en kugleformet kolbe med en lang nedadvendt hals. Væsken der skal destilleres anbringes i kolben og opvarmes. Den fordampede væske kondenserer i halsen og opsamles i enden af halsen. Nyere laboratorieteknik, specielt opfindelsen af Liebig-kondensatoren, har stort set overflødiggjort retorten. 